# Янув (Ліпський повіт)
Янув (пол. Janów) — село в Польщі, у гміні Сенно Ліпського повіту Мазовецького воєводства.
Населення — 140 осіб (2011).
У 1975-1998 роках село належало до Радомського воєводства.

## Демографія
Демографічна структура станом на 31 березня 2011 року:
|          | Загалом | Допрацездатний вік | Працездатний вік | Постпрацездатний вік |
| -------- | ------- | ------------------ | ---------------- | -------------------- |
| Чоловіки | 67      | 7                  | 51               | 9                    |
| Жінки    | 73      | 9                  | 40               | 24                   |
| Разом    | 140     | 16                 | 91               | 33                   |